# Діамантниця велика
Діамантниця велика (Pardalotus striatus) — вид горобцеподібних птахів родини діамантницевих (Pardalotidae).

## Поширення
Цей вид зустрічається у різноманітних ландшафтах — від високостовбурових гірських дощових лісів до аридних чагарників. Розповсюджений по всій Австралії, за виключенням деяких ділянок західноавстралійської пустелі.

## Опис
Найменш яскравий та найзвичайніший з чотирьох видів роду Pardalotus. Це невеликий короткохвостий птах, котрого значно частіше можна почути, аніж побачити.
Всі п'ять підвидів мають чорну шапочку, яка може бути смугастою, але ніколи — плямистою, білу смугу та невелику яскраву пляму на крилі, котра у всіх рас яскраво-червона, окрім striatus, у котрої вона жовта.

## Спосіб життя
Основою живлення цього виду є попелиці та інші дрібні комахи, яких він добуває в кронах дерев.

## Класифікація
Раніше розрізняли чотири види цих птахів, що добре відрізняються один від одного навіть у польових умовах, але зараз ці види визнані чітко розмежованими підвидами єдиного виду. Наразі відомі 5 підвидів:
- Pardalotus striatus striatus) знайдений лише в Тасманії, але щозими перелітає на 200 миль через Басову протоку в Австралію під час сезонної міграції.
- Pardalotus striatus substriatus — в центральній та західній Австралії.
- Pardalotus striatus ornatus — в субтропічних екосистемах східного узбережжя.
- Pardalotus striatus melanocephalus та Pardalotus striatus uropygialis, що мають більш-менш спільний ареал, який протягнувся від північного сходу Нової Південної Валії до північного сходу Квінсленду, та на захід по північному узбережжю континенту до Топ Енду (північ Північної Території) та Кімберлі (Західна Австралія).